# Coalville (Royaume-Uni)
Pour les articles homonymes, voir Coalville.
Coalville est une ville située dans le nord-ouest du comté du Leicestershire, en Angleterre. Sa population s'élevait en 2003 à 33 000 habitants.

## Géographie
Coalville est située au cœur des Midlands et de la National Forest.
La ville est desservie par l'autoroute A511 reliant Leicester, capitale du comté situé à 20 km au sud-est, à Burton upon Trent, située à 22 km au nord-ouest.

## Histoire

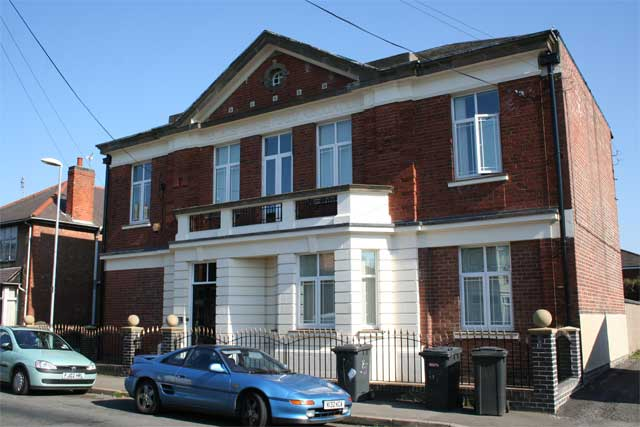
Siège de l'Association des mineurs
du Leicestershire.

Coalville (littéralement ville du charbon) est une ancienne cité minière fondée au début du XIXe siècle. La paroisse anglicane a été constituée en 1836 et la construction de l'église s'est achevée en 1838. Celle-ci a été agrandie en 1895 et en 1936.
L'essor de la cité a débuté avec l'arrivée du chemin de fer en 1833 et a été longtemps lié à l'exploitation des mines de charbon. La dernière des trois mines de Coalville a fermé en 1986. C'est à Coalville que se situe le siège de l'Association des mineurs du Leicestershire.

## Jumelage
- Romans-sur-Isère

## Personnages célèbres
- Eddie Clamp (1934-1995), footballeur ayant évolué en équipe d'Angleterre, né à Coalville.
- Tom Hopper, acteur britannique né en 1985 à Coalville.